# Roman Kratochvíl
Roman Kratochvíl (* 24. Juni 1974 in Bratislava, Tschechoslowakei) ist ein slowakischer Fußballspieler.

## Karriere

### Als Profi
Kratochvíl begann 1995 bei Inter Bratislava seine Karriere als Profisportler. Hier gewann er 2000 und 2001 jeweils das Double aus Meisterschaft und Pokalsieg. Nach acht Jahren wechselte der torgefährliche Abwehrspieler 2002 zu Denizlispor. Beim türkischen Erstligisten galt er als feste Größe in der Abwehr. In der Winterpause der Saison 2008/2009 wechselte er zum Ligarivalen Konyaspor. Im September 2009 gab Kratochvíl dann das Ende seiner Profikarriere bekannt. Als Grund nannte er unter anderem seine chronischen Leistenbeschwerden und die Nichtverlängerung seines Vertrags bei Konyaspor.

### Im Amateurbereich
Kratochvíl ging Anfang 2010 zunächst zum ŠK Tomášov und wechselte anschließend zu seinem Heimatverein Inter Bratislava zurück. Mit Inter spielte er zu dieser Zeit in der fünften Liga. Hier blieb er insgesamt sieben Jahre und ging dann für eine Spielzeit weiter zum Stadtteilverein Vrakuna Bratislava. Seit dem Sommer 2018 ist der Abwehrspieler nun für den FC Jelka in der fünftklassigen V. liga Juh aktiv.

### Nationalmannschaft
Kratochvíl spielte insgesamt 35 Mal für die Slowakische A-Nationalmannschaft. Sein Debüt gab er am 3. März 1999 in einem Freundschaftsspiel gegen die Bulgarische Fußballnationalmannschaft. Im folgenden Jahr schoss er dann seinen einzigen Treffer bei einem Testspiel gegen Bolivien. Das letzte Länderspiel absolvierte er am 11. Oktober 2008 beim WM-Qualifikationsspiel gegen San Marino (3:1).

## Erfolge
- Slowakischer Meister: 2000, 2001
- Slowakischer Pokalsieger: 2000, 2001

## Sonstiges
Durch seine langjährige Tätigkeit für Denizlispor wird er stark mit diesem Verein assoziiert. Mit über 200 Erstligaspielen für Denizlispor gehört er zu der Liste mit den meisten Einsätzen der Vereinsgeschichte. Auf Fan- und Vereinsseiten wird er als einer der bedeutendsten Spieler der Vereinsgeschichte aufgefasst.